# George Cohen
Pour les articles homonymes, voir Cohen.
Ne pas confondre avec l'homme d'affaires français Georges Cohen.
George Cohen, né le 22 octobre 1939 à Kensington Londres (Angleterre) et mort le 23 décembre 2022, est un footballeur anglais, qui évoluait au poste de arrière droit à Fulham et en équipe d'Angleterre.

## Biographie

### Carrière
Cohen n'a marqué aucun but lors de ses trente-sept sélections avec l'équipe d'Angleterre entre 1964 et 1967. Avec son équipe nationale, il a remporté la Coupe du monde 1966.
Son neveu Ben Cohen a gagné la Coupe du monde de rugby à XV 2003 également avec l'Angleterre.
- 1954-1969 : Fulham FC

## Palmarès

### En équipe nationale
- 37 sélections et 0 but avec l'équipe d'Angleterre entre 1964 et 1968.
- Vainqueur de la Coupe du monde 1966 avec l'équipe d'Angleterre.